# 木乃伊芋螺
木乃伊芋螺（学名：Conus sulcatus），是新腹足目芋螺科芋螺属的一种。主要分布于马来西亚、印度尼西亚、中国大陆、台湾，常栖息在潮下带。